# Östretjärnen
Östretjärnen är en sjö i Skellefteå kommun i Västerbotten och ingår i Byskeälvens huvudavrinningsområde. Östretjärnen ligger i Byskeälven Natura 2000-område.